# Tiputinia
Tiputinia es un género monotípico de plantas angiospermas perteneciente según el APWeb a la familia Thismiaceae, familia anidada en el APG III en la familia Burmanniaceae. Su única especie: Tiputinia foetida P.E.Berry & C.L.Woodw., Taxon 56: 158 (2007), es originaria del este de Ecuador.